# Mauritz Holst
Mauritz Holst (tidigare Hold), född 10 maj 1603, död 26 mars 1655, var landshövding i Kronobergs län mellan åren 1653-1654.

## Biografi
Holst föddes 1603. Han var son till Anders Holtte (Holter) och Brita Mauritzdotter (Grip). Holst blev 20 maj 1623 student vid Leidens universitet. 1633 var han överste-wachtmästare på ett tyskt regemente. Introducerades 22 februari 1638 som Holst nummer 163. Holst var från 10 januari 1653 till 14 januari 1654 landshövding i Kronobergs län. Han avled 1655 på Ekströmmen i Rappestads församling och begravdes 29 februari 1656 i Linköpings domkyrka. Han gravlades sedan i Holstska graven vid Rappestads kyrka.
Han ägde gården Ekströmmen i Rappestads socken.

### Familj
Holst var gift med Sofia Kottulinski (1613–1686). Hon var dotter till Adam Kottulinski av huset Jeltsch och hans fru född von Pflug. De fick tillsammans barnen häradshövdingen Mauritz Ludvig Holst (1636–1700), överstelöjtnanten Carl Fredrik Holst (1637–1703), Elisabet Holst (död 1725) som var gift med ryttmästaren Harald Ridderberg och Sofia Holst (död 1686).